# Vang Vej-lin
Vang Vej-lin (egyszerűsített kínai írással: 王维林, hagyományos kínai írással: 王維林, nyugaton: Wáng Wéilín, de Tank Man és Unknown Protester néven is ismert; Peking (Beijing), 1970? –) kínai politikai aktivista, az 1989-es tienanmen téri vérengzés során tanúsított kiállásáról ismert. A kínai kormány folyamatosan tagadta személyének létezését is. Neve a nemzetközi sajtóból ismert, ahol így hivatkoztak rá: „a 19 éves diák, Vang Vej-lin (Wang Weilin)”.